# Бергер, Франц
Франц Бергер (нем. Franz Berger, 24 января 1940 — 8 января 2012) — австрийский борец, призёр чемпионата Европы.

## Биография
Родился в 1940 году в Вальсе. В 1960 году принял участие в Олимпийских играх в Риме, где занял 12-е место в греко-римской борьбе, и 19-е - в вольной. В 1964 году принял участие в Олимпийских играх в Токио, но наград не завоевал. В 1966 году занял 5-е место на чемпионате мира по вольной борьбе. В 1967 году занял 4-е место на чемпионате Европы по греко-римской борьбе. В 1968 году принял участие в Олимпийских играх в Мехико, но наград не завоевал. В 1970 году стал бронзовым призёром чемпионата Европы по греко-римской борьбе. В 1972 году принял участие в Олимпийских играх в Мюнхене, но наград не завоевал.